# LEMONed
『LEMONed』（レモネード）は、1996年5月22日に発売されたコンピレーション・アルバム。

## 解説
hideは事務所（HEADWAX）に送付されたZEPPET STOREのインディーズ1stアルバム『Swing, Slide, Sandpit』のCDを聞き、そのサウンドを非常に高く評価した。このグループをもっと多くのリスナーに聞いてもらうため、hideは自身の所属する「MCAレコード」レーベル内に「LEMONed」レーベルを立ち上げた。1996年5月7日にZEPPET STOREのインディーズ2ndアルバム『716』が「LEMONed」レーベルからリリースされ、同月22日にコンピレーションアルバム『LEMONed』は『716』からの2曲を収録してリリースされた。
hideはtrees of Lifeの楽曲「oneday for maria」のPV（MV）を観て、新レーベル「LEMONed」に協力を求めた。
trees of Lifeは、久野真喜子と齊藤慶のアートユニット「t.o.L」（ティーオーエル）によるセルフプロデュースバンド（Vo.&Key. 久野真喜子、Vo. 斉藤和弘、Vo. MIKA、Gt. 齊藤慶、Ba. 清水恵介、Dr. 森田雄三）。アルバム『LEMONed』はhideとt.o.Lの共同プロデュースにより制作され、アルバムのアートディレクションはt.o.Lによる。アルバム『LEMONed』に「oneday for maria」が収録され、この楽曲はt.o.Lが制作した2002年のSFアニメーション映画『TAMALA2010 a punk cat in space』のテーマソングとして使用された。パンク・プッシーキャットのタマラが主役のこの映画はLEMONed=hideへの贈り物である。t.o.Lは活動休止中であったtrees of Lifeをこの映画のためにボーカルの斉藤和弘が不在のまま再始動させた。
VINYLは、hideの事務所に所属していた元黒夢ギタリストの臣が元D'ERLANGER/STRAWBERRY FIELDSの福井祥史と結成したロックユニット。

## 収録曲
1. FLAKE / ZEPPET STORE
2. BACTERIA / hide
3. BE / VINYL
4. ONEDAY FOR MARIA / trees of Life
5. 限界破裂/ hide
6. ANGEL WILL COME / ZEPPET STORE